# Stepan Chubenko
 (août 2023).
Stepan Viktorovych Chubenko, en ukrainien : Степан Вікторович Чубенко, est un footballeur ukrainien. 

## Biographie
Stepan Chubenko est dans son adolescence gardien de but du FK Kramatorsk.
En 2014, Stepan Chubenko est tué par les séparatistes pro-russes, en raison de sa prise de position pro-ukrainienne.
Le corps de Stepan Chubenko n'est retrouvé et exhumé en présence de ses parents qu'à l'automne 2014. L'analyse génétique, qui confirme que le corps exhumé est bien celui de Stepan Chubenko,  est effectué en Russie, à Rostov-sur-le-Don.

## Distinctions et hommages
- Héros de l'Ukraine[4],
- Ordre « pour le Courage »[4].

En sa mémoire, l’école qu’il fréquentait à sa mort porte son nom,.